# Desmotheca brachiata
Desmotheca brachiata là một loài Rêu trong họ Orthotrichaceae. Loài này được (Hook. & Wilson) Vitt mô tả khoa học đầu tiên năm 1990.